# Guy Mitaux-Maurouard
Guy Mitaux-Maurouard, né en 1938, est un aviateur français, pilote militaire, pilote d'essai, et ancien chef pilote d'essai des avions de combat chez Dassault Aviation.

## Biographie
Guy Mitaux-Maurouard est diplômé de l’École de l'air (promotion 1957).
Breveté pilote de chasse en 1960, à 21 ans, il devient pilote de chasse dans l'Armée de l'air et vole sur SMB2,T-28 et T-6. Il est ensuite commandant de l'Escadrille SPA 93.
Il entre en 1966 à l'École du personnel navigant d'essais et de réception (EPNER), et entame sa carrière dans les essais en vol. Au Centre d'essais en vol (CEV), il effectue, en deux ans, 500 heures de vol sur 30 types d'avions différents, et devient instructeur à l'EPNER jusqu'à son entrée en juillet 1969 chez Dassault, où il devient par la suite chef pilote d'essai.
Il joue un rôle de premier plan dans les programmes Milan, Mirage F1 E (équipé d'un réacteur M53), Mirage F1 B (dont il effectue le premier vol le 26 mai 1976) et surtout le Mirage 2000, qu'il présente aux salons aéronautiques de Farnborough et du Bourget.
Lâché sur Mirage G8 et Mirage 4000, il avait un beau palmarès pour s'attaquer au Rafale, auquel il fait faire son premier vol en juillet 1986, 77 jours après la mort de Marcel Dassault.
En 1991, Yves Kerhervé lui succède en tant que chef pilote d'essai. Il rejoint alors le programme Falcon. Il devient responsable du programme d'essais des avions Falcon 900EX et Falcon 2000, et effectue des vols de démonstration des Falcon lors de shows aériens.
Il totalise à ce jour[Quand ?] plus de 10 000 heures de vol[réf. nécessaire].

## Prix et décorations
- Chevalier de la Légion d'honneur
- Officier de l'ordre national du Mérite
- Croix de la Valeur militaire
- Médaille de l'Aéronautique

Il a reçu en 1987 le prestigieux Iven C. Kincheloe Award.